# Gentianella vernicosa
Gentianella vernicosa là một loài thực vật có hoa trong họ Long đởm. Loài này được (Cheeseman) T.N.Ho & S.W.Liu mô tả khoa học đầu tiên năm 1993.